# Каустика

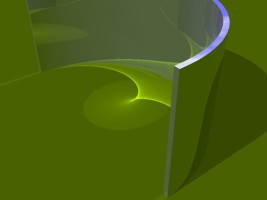
Каустика отражения солнечных лучей от цилиндрического зеркала

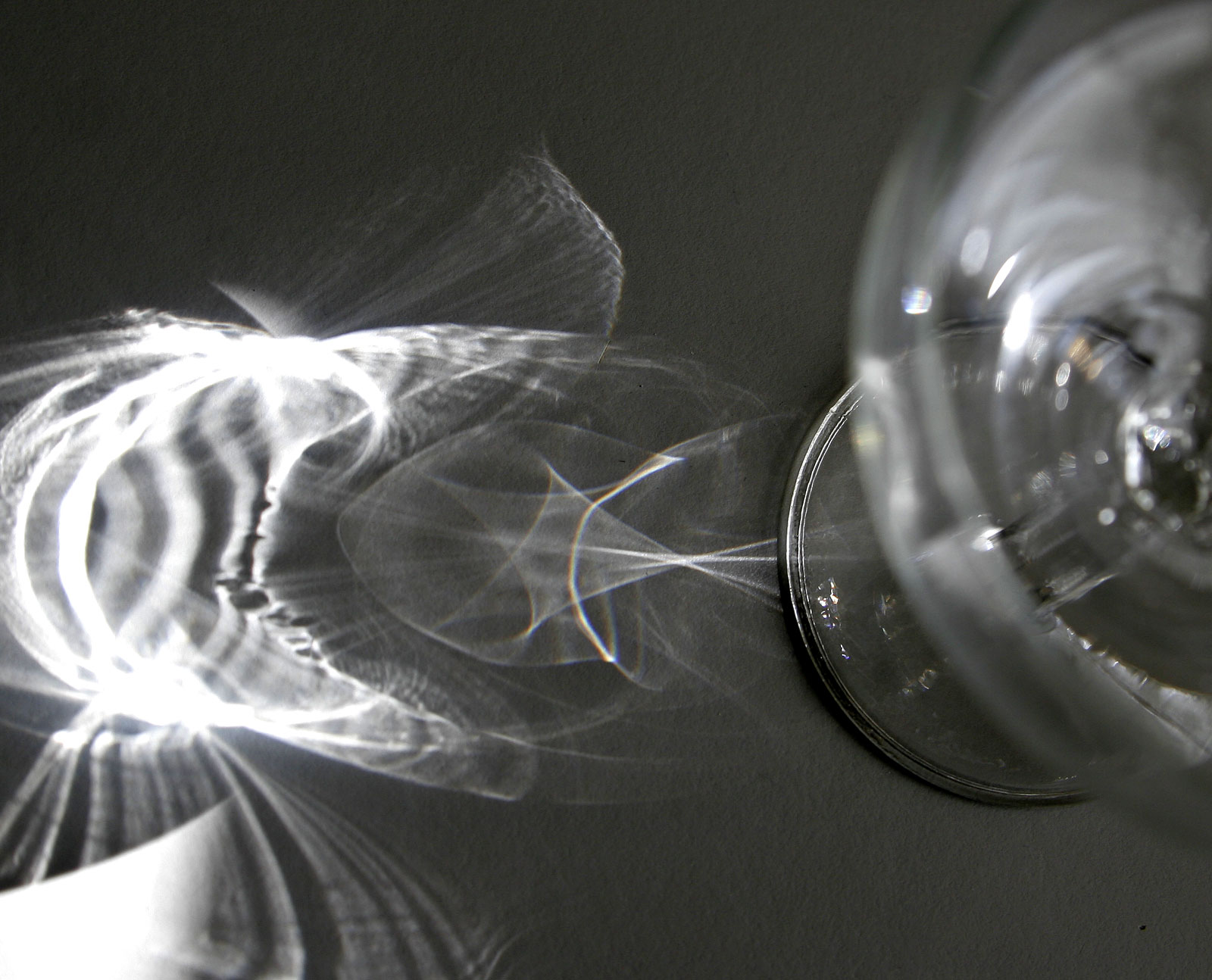

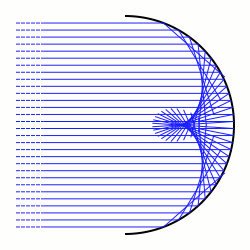
Каустика отражённых от окружности параллельных лучей

Ка́устика (от греч. καύστικος, «жгучий») — огибающая семейства лучей, не сходящихся в одной точке. Каустики в оптике — это особые линии (в двумерном случае) и особые поверхности, вблизи которых резко возрастает интенсивность светового поля.
Яркие световые кривые причудливой формы возникают на освещённом столе, на который поставлен бокал с водой. Движущиеся каустики можно увидеть на дне неглубокого водоёма, водная поверхность которого находится в волнении. Радуга — разноцветная каустика, возникающая при преломлении солнечных лучей на дождевых каплях. Каустики возникают не только при распространении света, но и в ряде других волновых явлений. Корабельные волны можно считать каустикой гравитационных волн на воде. В работах Я. Б. Зельдовича показано, что за счёт гравитационной неустойчивости первоначально почти однородно распределённая во Вселенной масса концентрируется на каустиках, что приводит к образованию нитевидной крупномасштабной структуры вселенной. В астрономии оптические каустики можно использовать для определения геометрии компактного тёмного объекта — гравитационной линзы.
В рамках геометрической оптики каустики представляют собой линии и поверхности бесконечно малой толщины. В геометрическом плане каустика представляет собой эволюту волнового фронта; волновой фронт — эвольвенту каустики. С учётом волновых свойств света, каустики обязаны иметь некоторую толщину, заведомо не меньшую, чем длина волны света. Вблизи монохроматических каустик наблюдаются характерные интерференционные полосы, интенсивность которых описывается функцией Эйри. Теория каустик напрямую связана с одним из разделов современной математики — теорией катастроф. В дифференциальных уравнениях каустики соответствуют опрокидыванию решений.

## Кривые и их каустики
| Кривая                            | Источник света                             | Каустика                            |
| --------------------------------- | ------------------------------------------ | ----------------------------------- |
| Окружность                        | На плоскости                               | Кардиоида                           |
| Окружность                        | Не на плоскости                            | Улитка Паскаля                      |
| Окружность                        | Бесконечность                              | Нефроида                            |
| Парабола                          | Лучи, параллельные директрисе              | Кривая третьего порядка Чирнгаузена |
| Кривая Чирнгаузена                | Фокус                                      | Полукубическая парабола             |
| Циссоида Диоклеса                 | Фокус                                      | Кардиоида                           |
| Кардиоида                         | Касп                                       | Нефроида                            |
| Четырёхлистник                    | Центр                                      | Астроида                            |
| Дельтоид                          | Бесконечность                              | Астроида                            |
| Логарифмическая спираль           | Центр                                      | Логарифмическая спираль             |
| Циклоида в пределах одной её арки | Лучи, параллельные перпендикуляру к её оси | 2 арки (дуги) циклоиды              |
| Циклоида                          | Лучи, перпендикулярные линии через каспы   | Половина циклоиды                   |
| Эллипс                            | Любая его точка                            | Кривая без названия                 |
| Логарифмика                       | Лучи, перпендикулярные асимптоте           | Цепная линия                        |

## Замечание
В англоязычной литературе каустику (Caustic), заданную отражёнными лучами, называют катакаустикой (Catacaustic), а каустику, заданную преломлёнными — диакаустикой (Diacaustic).